# The Ghouls – Cannibal Dead
The Ghouls – Cannibal Dead ist ein US-amerikanischer Horrorfilm aus dem Jahre 2003. Regisseur Chad Ferrin erhielt für den Film 2003 den Sinners Award.

## Inhalt
Der Film spielt in Los Angeles. In einem heruntergekommenen Teil der Stadt leben unter der Erdoberfläche die Ghouls, menschenähnliche Wesen, die an die Oberfläche kommen, um Menschen zu fressen.
Der notorisch abgebrannte Sensationsjournalist Eric Hayes ist immer auf der Suche nach einer Story. Normalerweise filmt er die spektakulärsten Polizeieinsätze und verkauft diese gewinnbringend an TV-Sender. Eines Nachts trifft er auf die Ghouls, die gerade eine Frau bei lebendigem Leibe fressen. Er filmt das Geschehen und kann selbst nur knapp entkommen. In der Hoffnung, die Story seines Lebens aufgenommen zu haben, macht er sich auf zu seiner favorisierten TV-Station, um dann festzustellen, dass keine Kassette in der Kamera war. Doch er gibt nicht auf und macht sich auf die Suche nach den Ghouls und bringt sich für eine Sensationsgeschichte in Lebensgefahr.

## Trivia
Um den Film drehen zu können, verkaufte der Regisseur seinen Ford Mustang.

## Kritiken
„Düsterer Low-Budget-Horrorfilm ohne sonderliche filmtechnische Tricks, der dennoch eine beklemmende Atmosphäre beschwört. Dabei sind es nicht nur die Horrorgestalten, die Angst und Schrecken verbreiten, sondern auch das trostlose Umfeld, dem der traurige, einsame Held ausgeliefert ist.“